# Савицкий, Сергей Михайлович
Серге́й Миха́йлович Сави́цкий (1897—1937) — советский военачальник, участник Гражданской войны, комдив РККА.

## Биография
Родился и вырос в украинской крестьянской семье. Православного вероисповедания. Окончил сельское двухклассное начальное училище, затем, в 1914 году, Златопольское сельскохозяйственное училище. Учился в Кучеровском сельскохозяйственном культурно-техническом училище (в имении К. П. Арнольди), но не окончил его.

### Первая мировая война
Участник Первой мировой войны. В апреле 1916 года был досрочно призван на действительную военную службу в армию и зачислен в 27-й пехотный запасный полк, входивший в состав 8-й армии Юго-Западного фронта. После прохождения курса учебной команды и присвоения унтер-офицерского звания, в октябре того же года был командирован на учёбу во 2-ю Киевскую школу подготовки прапорщиков пехоты, по окончании которой 20 января 1917 года произведен Главным начальником Киевского военного округа в прапорщики, со старшинством в чине прапорщика с 20.12.1916.
После Февральской революции 1917 года избирался председателем полкового комитета. Последние чин и должность в «старой» армии — подпоручик, помощник начальника команды пеших разведчиков пехотного полка.

### Гражданская война
Участник Гражданской войны на Украине. С июня 1918 — член РКП(б), до этого состоял в украинской партии боротьбистов. В 1918 году участвовал в партизанском движении против Гетманата на территории Киевской губернии. Был арестован гетманцами и с октября 1918 находился в Лукьяновской тюрьме.
С марта 1919 года — в украинской Красной армии. Был начальником штаба 1-й Украинской советской бригады, затем, с марта по май 1919 года, — военкомом 6-й Украинской советской дивизии (в мятеже Григорьева не участвовал, оставался на стороне большевиков); с мая по июнь 1919 года — член РВС Украинского фронта.
С июля по декабрь 1919 года — заведующий военным отделом, член зарубежного бюро ЦК Компартии Украины, заместитель председателя ревкома Правобережной Украины (в декабре 1919 года обеспечивал переход группы войск армии УНР под командованием полковника Волоха на сторону «красных»); с декабря 1919 по май 1920, в период рейда действующей армии УНР по тылам Красной армии, известном как «Первый зимний поход армии УНР», — заведующий оперативным отделом бюро по борьбе с бандитизмом на Украине.
С мая по декабрь 1920 года — в Красной армии РСФСР, начальник штаба 14-й кавалерийской дивизии; участник Советско-польской войны, разгрома Русской армии барона Врангеля и банд Махно.
С декабря 1920 года — слушатель младшего курса Академии Генерального штаба РККА.

### Межвоенное время
После Гражданской войны — на ответственных командных и штабных должностях. В 1923 году окончил Военную академию РККА. После прохождения годичной войсковой стажировки, в июне 1924 года был назначен начальником мобилизационного отдела штаба Украинского военного округа. С марта 1925 года — начальник 2-го отдела Организационно-мобилизационного управления Штаба РККА. С сентября 1926 года — начальник и военком объединённой Интернациональной военной школы коммунаров имени И. С. Уншлихта. С июля 1927 года — начальник и военком Иваново-Вознесенской пехотной школы. 
С января 1929 года — заместитель начальника штаба Среднеазиатского военного округа. С марта 1930 года — заместитель начальника 2-го управления Штаба РККА. С ноября 1930 начальник Командного управления РККА. С января 1935 года — начальник штаба Кавказской Краснознаменной армии, впоследствии Закавказского военного округа; комдив.
12 мая 1937 года арестован органами НКВД. Военной коллегией Верховного суда СССР 1 июля 1937 года по обвинению во вредительстве и участии в военном заговоре приговорён к расстрелу. Приговор приведён в исполнение в тот же день.
Определением Военной коллегии от 3 октября 1957 года посмертно реабилитирован.

## Чины и звания
- прапорщик (январь 1917)
- подпоручик (1917)?
- комдив (1935)

## Награды
- Орден Красного Знамени (1921)[2]